# Georg, Mare Duce de Mecklenburg
Georg, Mare Duce de Mecklenburg (germană Georg Großherzog von Mecklenburg; 12 august 1779 – 6 septembrie 1860) a fost conducătorul Marelui Ducat de Mecklenburg-Strelitz din 1816 până la moartea sa.

## Primii ani
Ducele Georg Friedrich Karl Joseph de Mecklenburg s-a născut la Hanovra, ca al optulea copil al lui Karl al II-lea, Mare Duce de Mecklenburg și a primei lui soții, Prințesa Friederike de Hesse-Darmstadt. După decesul mamei sale în 1782, tatăl său s-a căsătorit doi ani mai târziu cu sora primei soții, Charlotte, și familia s-a mutat de la Hanovra la Darmstadt.
Georg a rămas în Darmstadt până în 1794, când tatăl său a devenit Duce de Mecklenburg-Strelitz și Georg și-a însoțit tatăl la Neustrelitz.

## Moștenitor
Curând după sosirea la Neustrelitz, Georg s-a înscris la Universitatea Rostock, unde a studiat până în 1799. Apoi, Georg a plecat la Berlin, unde a trăit la curtea prusacă. Sora mai mare a lui Georg, Louise, era căsătorită cu regele Prusiei, Frederic Wilhelm al III-lea. În 1802 a plecat în Italia, unde a trăit până în 1804, apoi s-a întors în Germania și s-a stabilit la Darmstadt.
După Bătălia de la Jena-Auerstedt din 1806, George a călătorit la Paris, unde a negociat intrarea ducatului de Mecklenburg-Strelitz în Confederația Rinului. De asemenea, a participat la Congresul de la Viena în 1814, unde ducatul de Mecklenburg-Strelitz a fost ridicat la starea de mare ducat.

## Mare Duce
Când Georg i-a succedat tatălui său la 6 noiembrie 1816, el a găsit marele ducat într-o stare proastă. Pentru ridicarea nivelului de educație a supușilor săi el a construit școli. Până la sfârșitul domniei sale, majoritatea supușilor săi știau să citească și să scrie. De asemenea, el a îmbunătățit agricultura în marele ducat și a abolit iobăgia.
Georg a murit la 6 septembrie 1860 la Neustrelitz și a fost succedat de fiul său cel mare, Friedrich Wilhelm.

## Căsătorie și copii
La 12 august 1817 la Kassel, Georg s-a căsătorit cu Prințesa Marie de Hesse-Cassel, fiica Prințului Frederic de Hesse. Cuplul a avut patru copii:
- Ducesa Luise de Mecklenburg (1818–1842)
- Frederic Wilhelm, Mare Duce de Mecklenburg-Strelitz (1819–1904), căsătorit cu Prințesa Augusta de Cambridge
- Ducesa Caroline de Mecklenburg (1821–1876), căsătorită cu Frederic al VII-lea al Danemarcei
- Ducele Georg de Mecklenburg (1824–1876), căsătorit cu Marea Ducesă Ecaterina Mihailovna a Rusiei; a fost tatăl Ducelui Carl Michael de Mecklenburg